# Język maba
Język maba, także bora mabang – język z rodziny nilo-saharyjskiej z gałęzi języków maba, używany przez lud Maba w regionie Wadaj na terenie Czadu (gdzie lud ten stanowi tam najliczniejszą grupę etniczną) oraz w południowo-zachodnim Sudanie.

## Fonologia
W poniższych tabelach podane zostały samogłoski i spółgłoski istniejące w języku maba.

### Samogłoski
|             | Przednie | Centralne | Tylne   |
| ----------- | -------- | --------- | ------- |
| Przymknięte | i i ɪ ɪ  |           | u       |
| Średnie     | e e ɛ ɛ  | ə ə       | o o ɔ ɔ |
| Otwarte     | æ æ      | ʌ ʌ a a   |         |

Długość samogłosek jest w języku maba cechą fonologicznie relewantną, co widać na przykładzie pary: uls, spotkać i uuls, czekać.

### Spółgłoski
|                     |                    | Wargowe | Przedniojęzykowo- dziąsłowe | Boczne | Tylnojęzykowe | Tylnojęzykowe | Krtaniowe |
| ------------------- | ------------------ | ------- | --------------------------- | ------ | ------------- | ------------- | --------- |
| Podniebienne        | miękkopodniebienne | Wargowe | Przedniojęzykowo- dziąsłowe | Boczne |               |               | Krtaniowe |
| Zwarte              | Bezdźwięczne       | p p     | t t                         |        | j ɟ           | k k           |           |
| Zwarte              | Dźwięczne          | b b     | d d                         |        |               | g g           |           |
| Zwarte              | Prenazalizowane    | mb m͡b   | md n͡d                       |        |               | ng ŋ͡g         |           |
| Szczelinowe         | Bezdźwięczne       | f f     | s s                         |        | š ʃ           |               | h h       |
| Szczelinowe         | Dźwięczne          |         | z z                         |        |               |               |           |
| Zwarto- szczelinowe | Bezdźwięczne       |         |                             |        | c t͡ʃ          |               |           |
| Zwarto- szczelinowe | Prenazalizowane    |         |                             |        | nj ɲɟ͡         |               |           |
| Nosowe              | Nosowe             | m m     | n n                         |        | ñ ɲ           | ŋ ŋ           |           |
| Płynne              | Płynne             |         | r r                         | l l    |               |               |           |
| Półsamogłoski       | Półsamogłoski      | w w     |                             |        | y j           |               |           |

Status fonemu z nie jest jasny, por. siri i ziri, „łokieć”.

### Toniczność
W języku maba najprawdopodobniej istnieją cztery tony: wysoki, niski, wznoszący się i opadający.